# Bonete Point
Der Bonete Point (englisch; spanisch Punta Bonete) ist eine Landspitze an der Nordostküste der Anvers-Insel im Palmer-Archipel westlich der Antarktischen Halbinsel. Er markiert südlich die Einfahrt von der Lapeyrère-Bucht in das Holt Inlet.
Die Benennung geht auf argentinische Wissenschaftler zurück. Der weitere Benennungshintergrund ist nicht überliefert.